# Saint-Cyr-en-Arthies
Pour les articles homonymes, voir Saint-Cyr.
Saint-Cyr-en-Arthies est une commune française située dans le département du Val-d'Oise en région Île-de-France.
Ses habitants sont appelés les Saint-Cyrien(ne)s.

## Géographie

### Description
Saint-Cyr-en-Arthies est un village rural du Vexin français du Val-d'Oise limitrophe des Yvelines et proche de la Seine, situé au fond d’un vallon  à l’écart de la route département reliant Mantes-la-Jolie à Magny-en-Vexin, à 26 km à l'ouest de Pontoise, 50 km au nord-ouest de Paris, 11 km au sud de Magny-en-Vexin et 63 km au sud-est de Rouen.

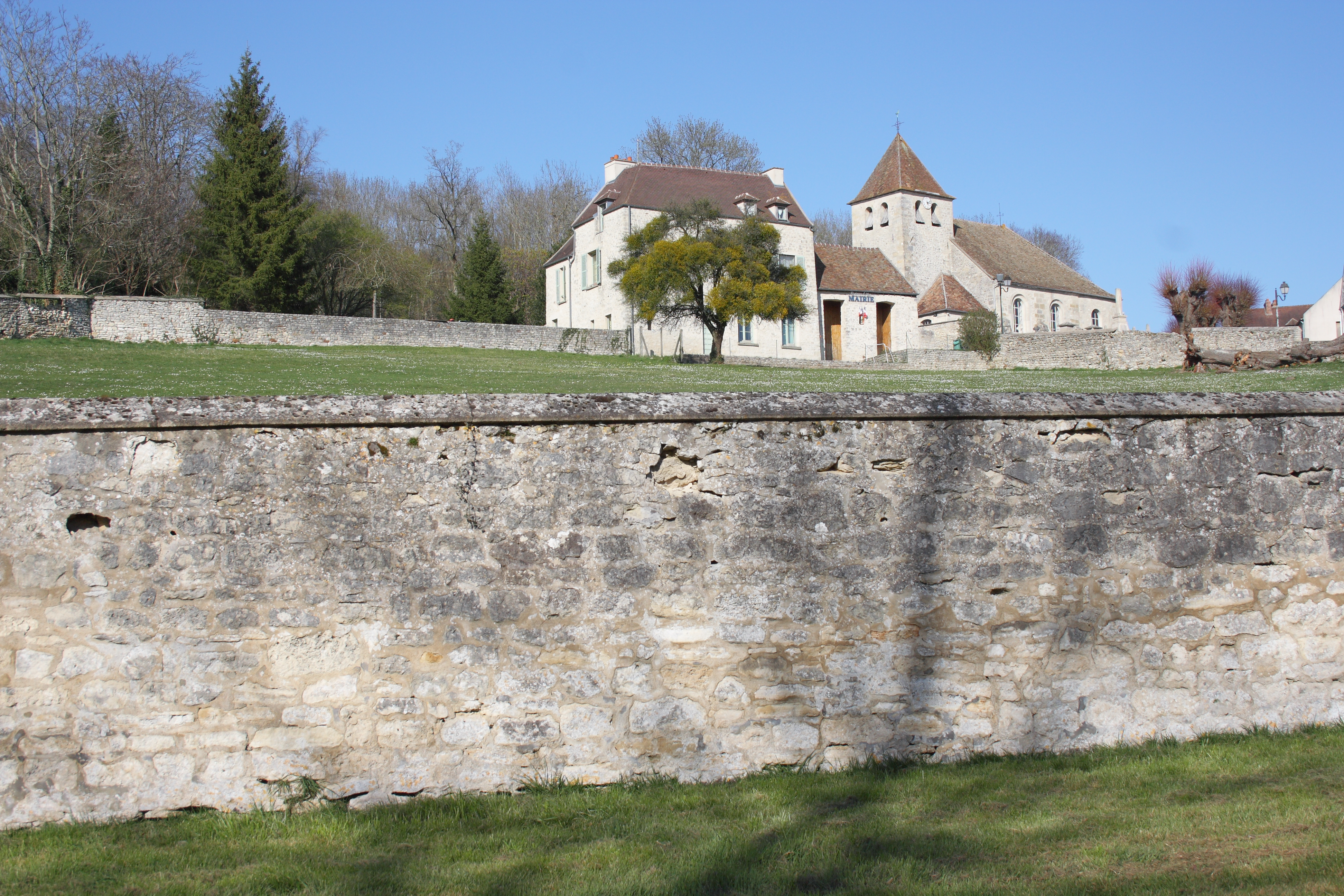
Vue sur l'église et la mairie.

Saint-Cyr-en-Arthies est situé dans le parc naturel régional du Vexin français.

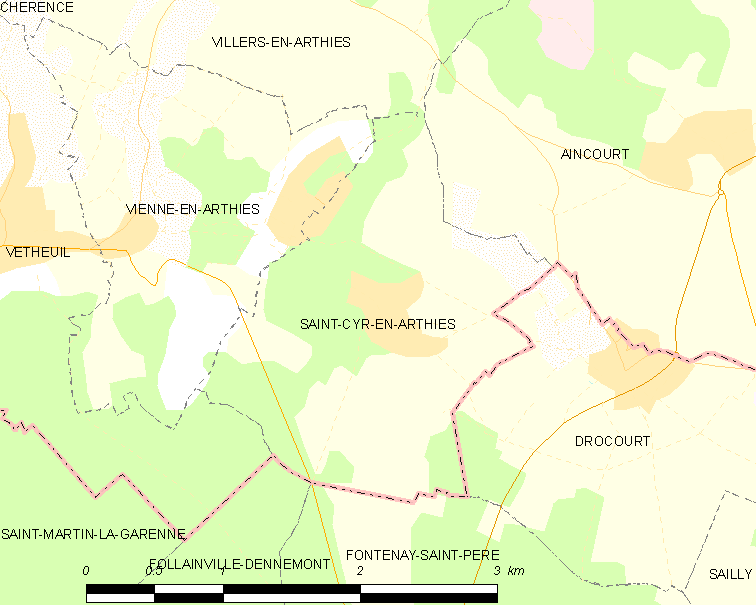
Carte de la commune.
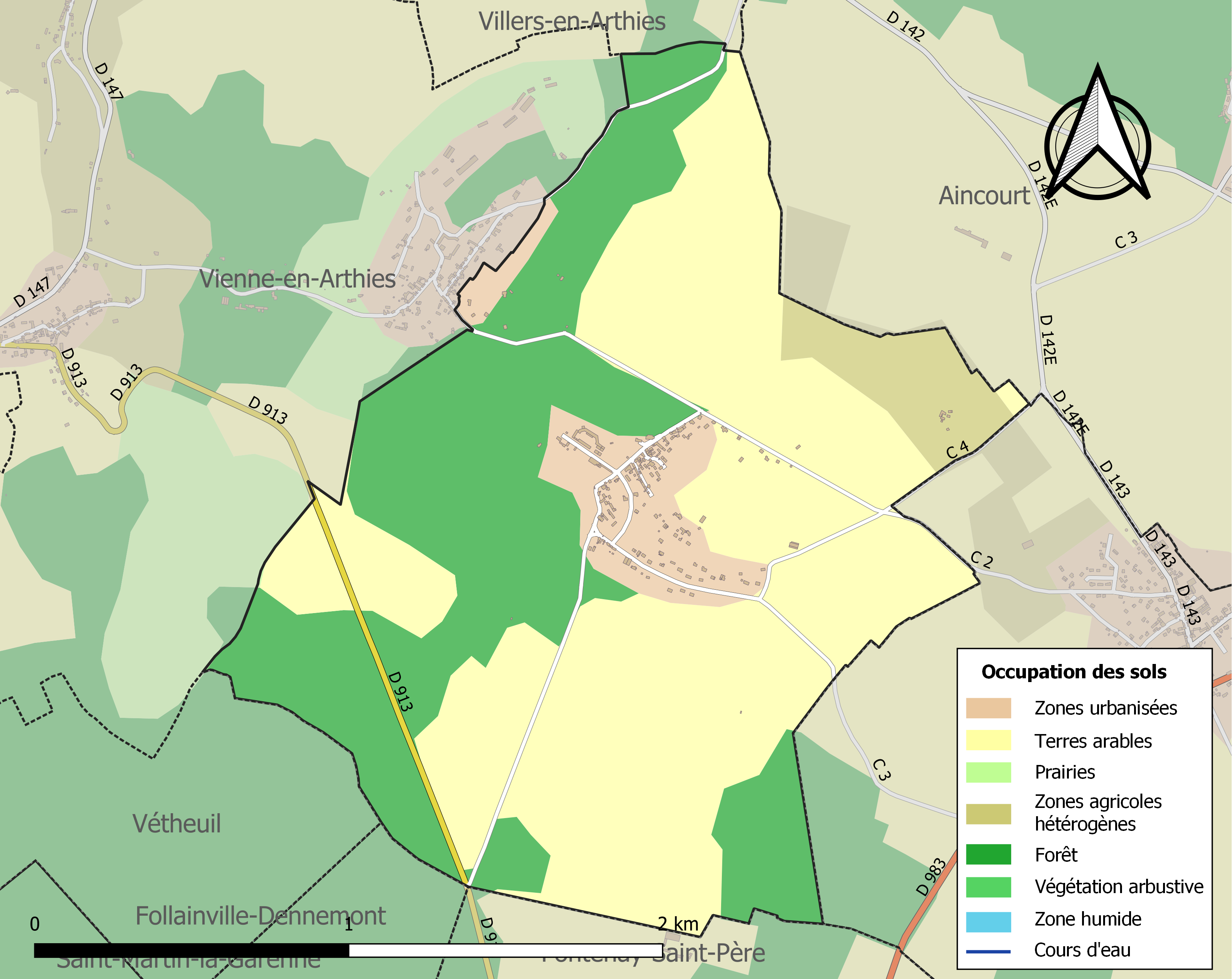
Occupation des sols.

### Communes limitrophes
|                   | Villers-en-Arthies                | Aincourt                       |
| Vienne-en-Arthies | Saint-Cyr-en-Arthies              | Drocourt (Yvelines)            |
| Vétheuil          | Follainville-Dennemont (Yvelines) | Fontenay-Saint-Père (Yvelines) |

### Climat
Pour des articles plus généraux, voir Climat de l'Île-de-France et Climat du Val-d'Oise.
En 2010, le climat de la commune est de type climat des marges montargnardes, selon une étude du CNRS s'appuyant sur une série de données couvrant la période 1971-2000. En 2020, Météo-France publie une typologie des climats de la France métropolitaine dans laquelle la commune est exposée à un climat océanique et est dans la région climatique Sud-ouest du bassin Parisien, caractérisée par une faible pluviométrie, notamment au printemps (120 à 150 mm) et un hiver froid (3,5 °C).
Pour la période 1971-2000, la température annuelle moyenne est de 10,4 °C, avec une amplitude thermique annuelle de 14,3 °C. Le cumul annuel moyen de précipitations est de 707 mm, avec 11 jours de précipitations en janvier et 8,4 jours en juillet. Pour la période 1991-2020, la température moyenne annuelle observée sur la station météorologique la plus proche, située sur la commune de Magnanville à 11 km à vol d'oiseau, est de 11,6 °C et le cumul annuel moyen de précipitations est de 641,5 mm,. Pour l'avenir, les paramètres climatiques de la commune estimés pour 2050 selon différents scénarios d'émission de gaz à effet de serre sont consultables sur un site dédié publié par Météo-France en novembre 2022.

## Urbanisme

### Typologie
Au 1er janvier 2024, Saint-Cyr-en-Arthies est catégorisée commune rurale à habitat dispersé, selon la nouvelle grille communale de densité à sept niveaux définie par l'Insee en 2022.
Elle est située hors unité urbaine. Par ailleurs la commune fait partie de l'aire d'attraction de Paris, dont elle est une commune de la couronne,. Cette aire regroupe 1 929 communes,.

### Voies de communication et transports

#### Routier
Le village est aisément accessible depuis l'ancienne route nationale 183 devenue RD 983.

#### Transports en commun
Il est desservi par les lignes d'autocar 95-47 et 95-44, ainsi que par le service de transport à la demande Vexin-Ouest.

#### Autres
Le village est traversé par le Sentier de grande randonnée 11 (GR 11 ou « Grand Tour De Paris ») et par l’ancien chemin de Beauvais à Mantes, connu localement sous le nom de  Chaussée Brunehaut et qui est dénommé à Saint-Cyr - "rue du Parc".

## Toponymie
Saint-Cyr
Attestée sous les noms Sancto Ciro en 1188,Sanctus Ciricus, Saint-Cir en Beausse.
La commune doit pour partie son nom à saint Cyr, jeune martyr chrétien du IVe siècle, fils de sainte Julitte.
Arthies
Attestée sous les noms Artegiae en 690, Arthia en 1197.
Xavier Delamarre propose un appellatif celtique (gaulois) tegia « cabane, maison » (vieil irlandais teg, vieux breton tig, breton ti 'maison'), élément composé dans le terme attegia « hutte, cabane » qui est identifié dans les toponymes d'oïl Athies, Athée et Athis par Ernest Nègre, Albert Dauzat, Charles Rostaing et Xavier Delamarre.

## Politique et administration

### Rattachements administratifs et électoraux

#### Rattachements administratifs
Antérieurement à la loi du 10 juillet 1964, la commune faisait partie du département de Seine-et-Oise. La réorganisation de la région parisienne en 1964 fit que la commune appartient désormais au département du Val-d'Oise et à son arrondissement de Pontoise après un transfert administratif effectif au 1er janvier 1968.
Elle faisait partie depuis 1801  du canton de Magny-en-Vexin de Seine-et-Oise puis du Val-d'Oise. Dans le cadre du redécoupage cantonal de 2014 en France, cette circonscription administrative territoriale a disparu, et le canton n'est plus qu'une circonscription électorale.

#### Rattachements électoraux
Pour les élections départementales, la commune est membre depuis 2014 du canton de Vauréal
Pour l'élection des députés, elle fait partie de la première circonscription du Val-d'Oise.

### Intercommunalité
Saint-Cyr-en-Arthie est membre depuis 2013 de la communauté de communes Vexin - Val de Seine, un établissement public de coopération intercommunale (EPCI) à fiscalité propre créé en 2005 et auquel la commune a transféré un certain nombre de ses compétences, dans les conditions déterminées par le code général des collectivités territoriales.

### Liste des maires
| Période                                  | Période  | Identité            | Étiquette | Qualité                          |
| ---------------------------------------- | -------- | ------------------- | --------- | -------------------------------- |
| Les données manquantes sont à compléter. |          |                     |           |                                  |
| mai 1925                                 |          | G. Firmin-Didot     |           |                                  |
| avant 1995                               |          | Jean-Pierre Barrois |           |                                  |
|                                          |          |                     |           |                                  |
| mars 2001                                | 2008     | Étienne Jones       |           |                                  |
| mars 2008                                | En cours | Martine Pantic      |           | Réélue pour le mandat 2020-2026, |

### Politique de développement durable
Le village accueille un projet d’habitat participatif réalisé sur un ancien terrain communal de 2,5 ha ; le champ foulon. Le projet dont le premier bâtiment doit être fini en septembre 2024 et le dernier en 2027, sera le premier éco-hameau d'Île-de-France construit en milieu rural. Ce projet élaboré dès 2010 et  destiné à éviter que  le village ne se transforme en une cité-dortoir, a été élaboré avec l'aide du parc naturel régional et de l’école d’architecture de Nancy, prévoit la construction de vingt-sept logements, répartis dans cinq bâtiments et construits à l’aide de matériaux bio-sourcés et produits localement, avec notamment un système de phytoépuration, ainsi qu'une maison commune comme de pôle d’activités et de services (buanderies, un local à vélos, atelier de bricolage accessible à tous les habitants du futur éco-hameau),,.

## Équipements et services publics

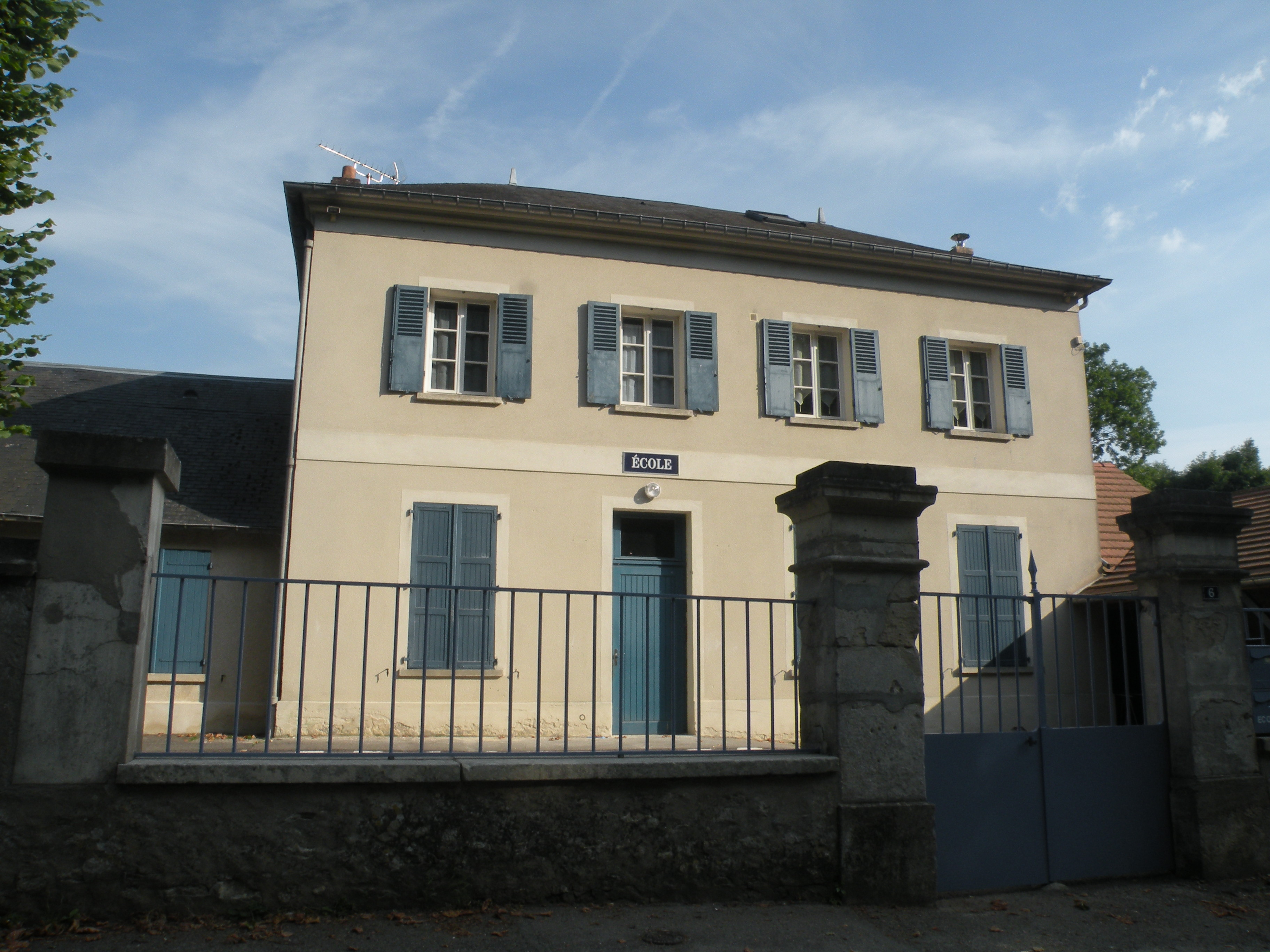
L'école.

## Population et société

### Démographie
L'évolution du nombre d'habitants est connue à travers les recensements de la population effectués dans la commune depuis 1793. Pour les communes de moins de 10 000 habitants, une enquête de recensement portant sur toute la population est réalisée tous les cinq ans, les populations de référence des années intermédiaires étant quant à elles estimées par interpolation ou extrapolation. Pour la commune, le premier recensement exhaustif entrant dans le cadre du nouveau dispositif a été réalisé en 2008.

En 2022, la commune comptait 237 habitants, en évolution de −3,66 % par rapport à 2016 (Val-d'Oise : +4 %, France hors Mayotte : +2,11 %).
| 1793 | 1800 | 1806 | 1821 | 1831 | 1836 | 1841 | 1846 | 1851 |
| ---- | ---- | ---- | ---- | ---- | ---- | ---- | ---- | ---- |
| 278  | 246  | 240  | 192  | 234  | 225  | 234  | 230  | 236  |

| 1856 | 1861 | 1866 | 1872 | 1876 | 1881 | 1886 | 1891 | 1896 |
| ---- | ---- | ---- | ---- | ---- | ---- | ---- | ---- | ---- |
| 212  | 210  | 200  | 171  | 224  | 193  | 200  | 192  | 175  |

| 1901 | 1906 | 1911 | 1921 | 1926 | 1931 | 1936 | 1946 | 1954 |
| ---- | ---- | ---- | ---- | ---- | ---- | ---- | ---- | ---- |
| 176  | 156  | 149  | 129  | 99   | 71   | 99   | 102  | 94   |

| 1962 | 1968 | 1975 | 1982 | 1990 | 1999 | 2006 | 2008 | 2013 |
| ---- | ---- | ---- | ---- | ---- | ---- | ---- | ---- | ---- |
| 108  | 126  | 148  | 182  | 194  | 226  | 231  | 232  | 239  |

| 2018 | 2022 | - | - | - | - | - | - | - |
| ---- | ---- | - | - | - | - | - | - | - |
| 242  | 237  | - | - | - | - | - | - | - |

## Culture locale et patrimoine

### Lieux et monuments
La commune compte un monument historique sur son territoire : 
- Église Saint-Cyr-Saint-Julitte (inscrite monument historique en 1947[32])

Seule église du Vexin français construite pendant la période classique avec Sagy, elle a été édifiée en 1747 grâce à un don du seigneur local, Gédéon-René de Sailly, en intégrant quelques voûtes romanes et gothiques de la précédente église, qui datait du XIIe siècle, et avait été agrandie aux XVe et XVIe siècles puis restaurée en 1648.
L'église actuelle est de plan rectangulaire, presque carré ; l'ensemble nef et bas-côtés portant sur trois travée de long et trois travées de large. Le chœur est polygonal. Le clocher trapu est placé au centre de la façade occidentale. Chaque face est percée, en haut, de deux baies abat-son plein cintre par face. Le portail rectangulaire est surmonté d'un oculus puis d'un fronton triangulaire. Il n'est pas flanqué de pilastres mais de simple bossages.
Le reste des façades renonce à toute ornementation, les angles, les contours des fenêtres et les limites des travées étant simplement soulignés par des chaînages en pierre de taille, qui servent autant la solidité. Sinon, l'appareil est en moellons réguliers noyés dans le mortier. Les fenêtres sont en plein cintre. L'intérieur abrite un retable d'autour de l'an 1700 et un confessionnal du XVIIIe siècle,.
Des vitraux sont implantés dans l'église en 2016, qui en était pratiquement dépourvus depuis la Seconde Guerre mondiale, soit en provenance de la  Collégiale de Mantes, soit constituant des créations nouvelles.

L'église Saint-Cyr-Saint-Julitte
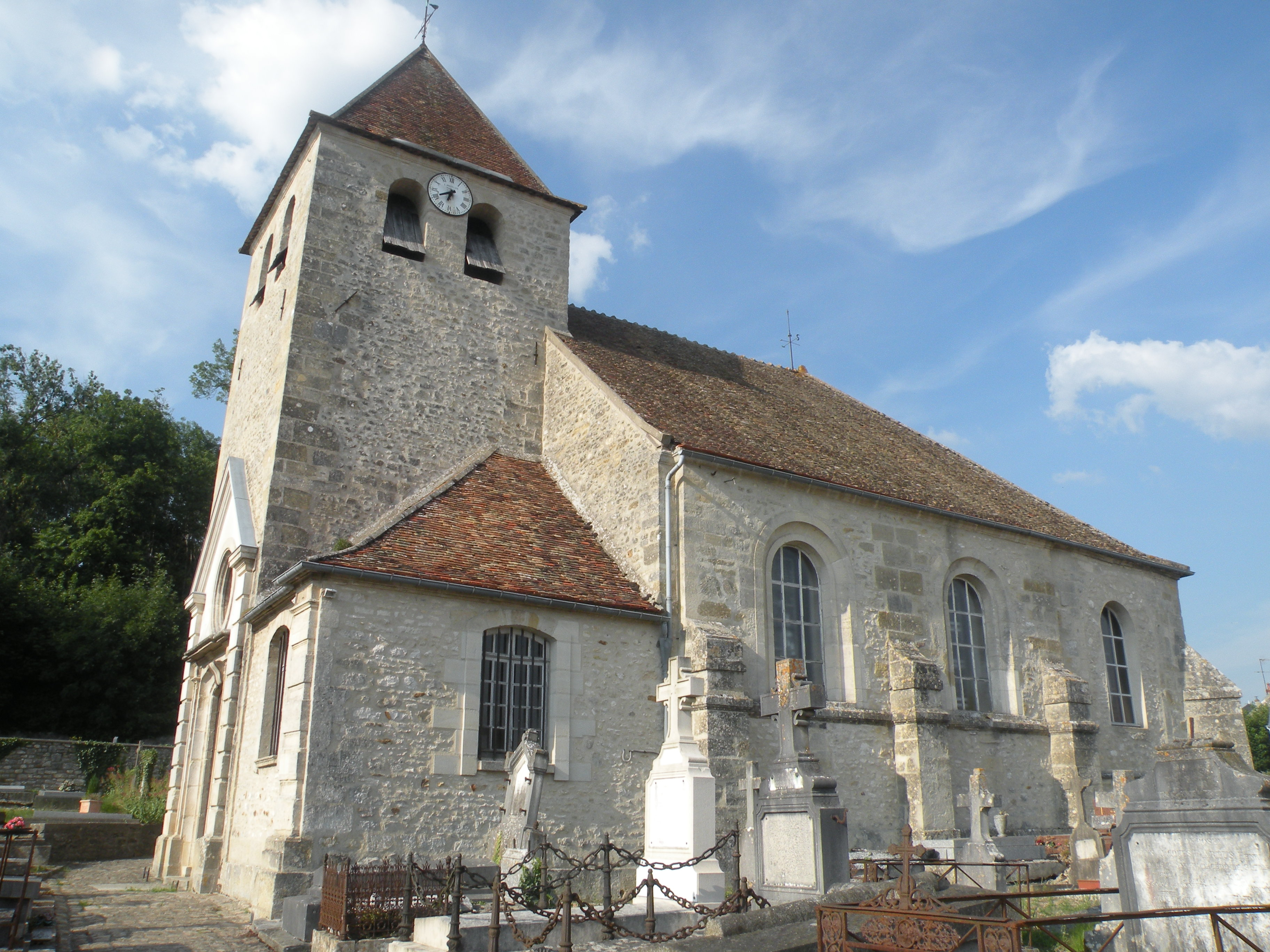
Le cimetière et façade Sud.
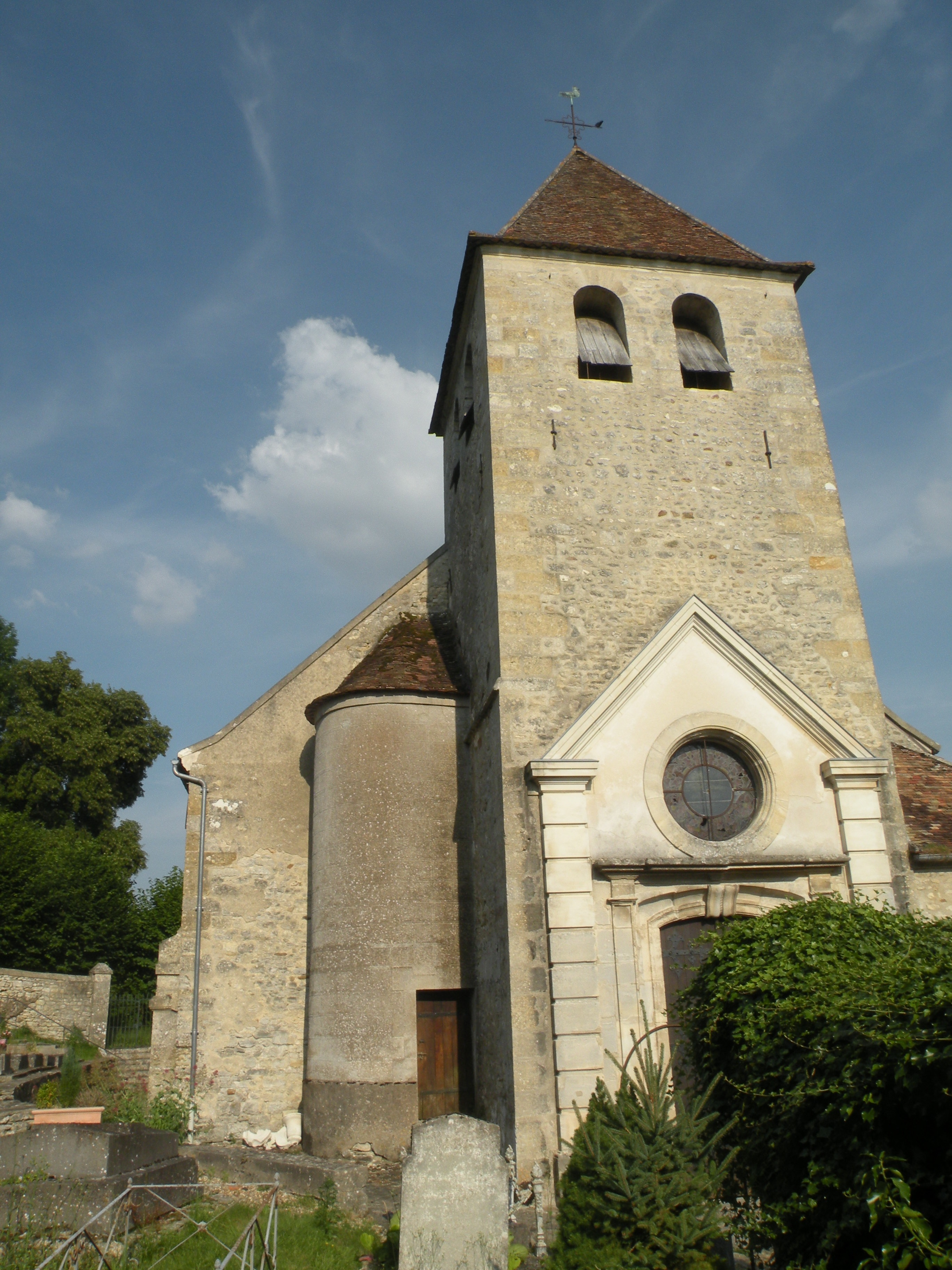
Le clocher et l'entrée.
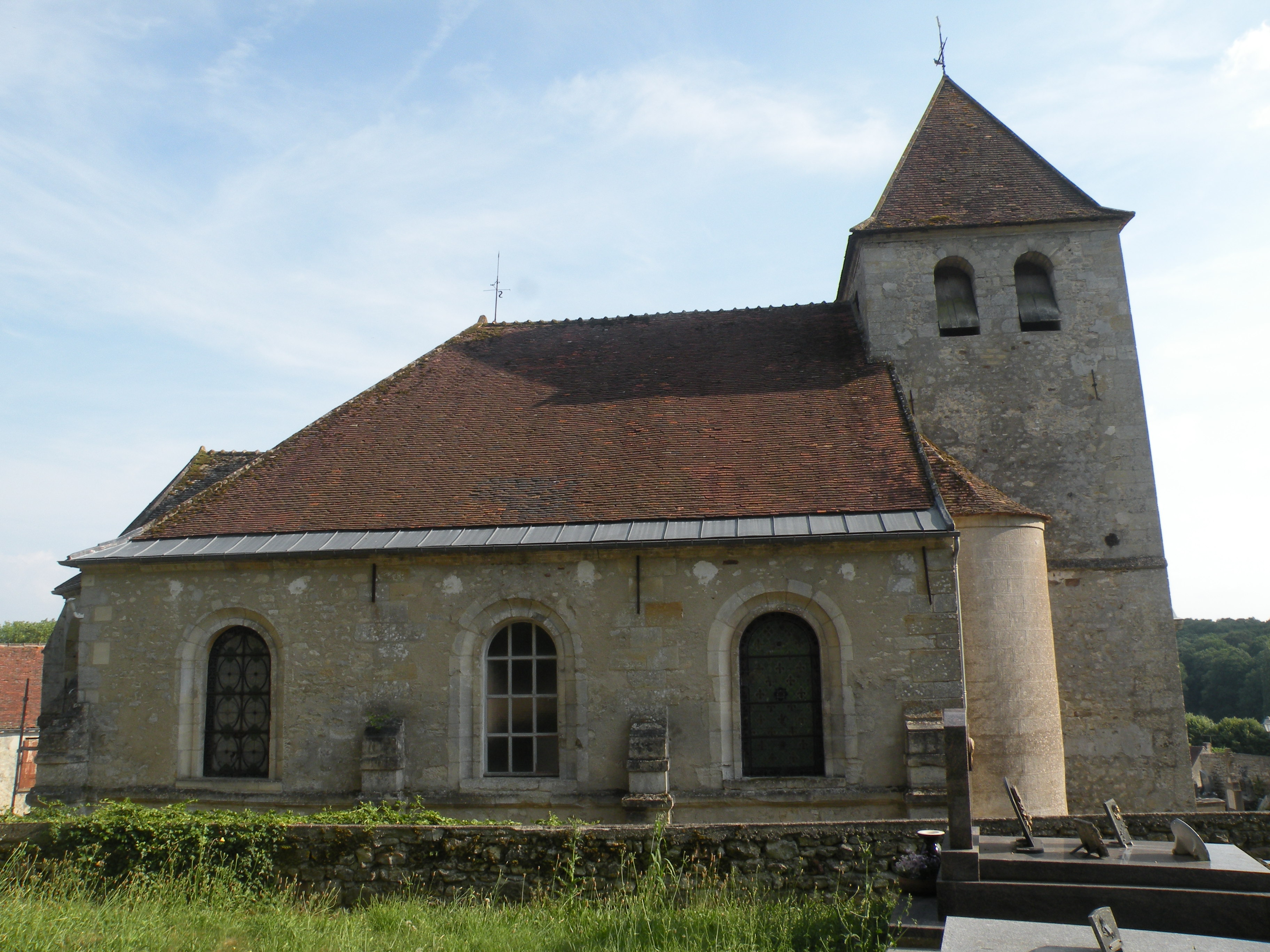
Façade Nord.
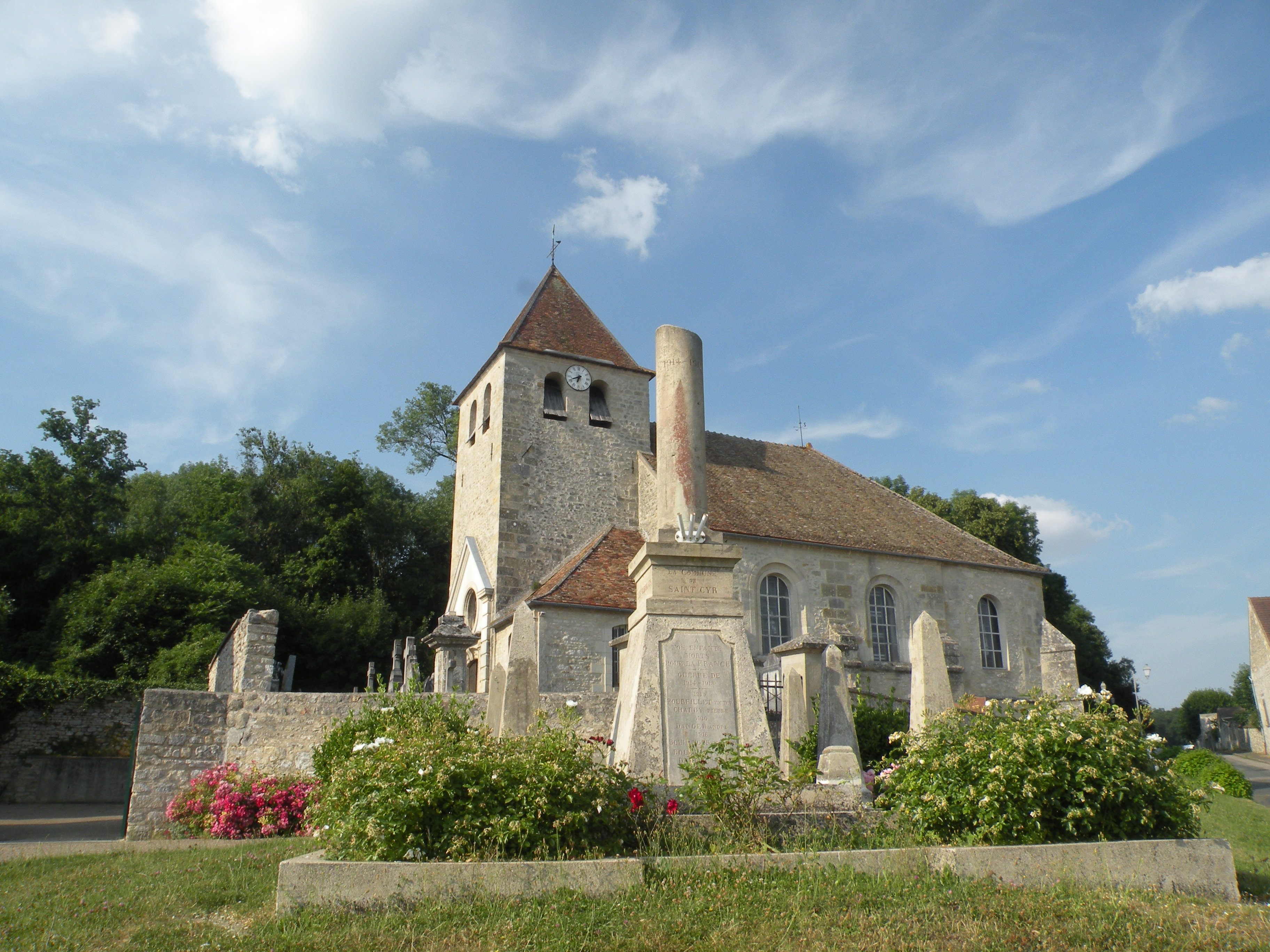
L'église et le monument aux morts.

On peut également signaler :
- Château de la Bûcherie et son parc créé par l'architecte paysager Jean-Pierre Barillet-Deschamps

L'édifice du XVIIe siècle présente les caractéristiques du style Louis XIII, avec des chaînages en pierre blonde alternant avec la brique rouge. Le château compte deux étages, sans compter les combles qui ne sont que partiellement aménagés. 
Le corps de logis principal porte sur sept travées, dont trois sur le corps central en légère saillie. Son fronton comporte au milieu une fenêtre deux fois plus haute que lui, surmonté d'un écusson. Les deux pavillons d'angle sont étroits, mais ont davantage de profondeur. Ils possèdent de hauts combles à la française, perpendiculaires au toit plus bas du corps de logis principal. Le château a été bâti pour la famille de Sailly, qui possède les terres de Saint-Cyr depuis le XVIe siècle, et gardera le château jusqu'à la première moitié du XVIIIe siècle. Les derniers seigneurs de Saint-Cyr seront ensuite les Guogné-de-Moussonvilliers. 
La Révolution française provoque une destruction du château, qui reste encore en état de ruine. Le comte de Slade l'achète en 1808, le restaure et l'habite ; sa tombe et celle de ses enfants sont encore visibles dans l'enclos à côté de l'église. Il est ensuite racheté par Ambroise Firmin Didot, après 1850. Ce dernier entame la reconstruction du château neuf.
- Bibliothèque du château : nouveau propriétaire, l'imprimeur Ambroise Firmin Didot fait construire cette maison dans le style néo-normand à proximité du château. À un étage et au toit de faible déclivité, le pavillon possède une façade portant sur cinq travées. 
Sa particularité réside en son décor en pans de bois, disposés de façon diagonale au rez-de-chaussée, et formant des losanges à l'étage. La porte, au milieu, est surmontée par un balcon en bois accessible depuis l'étage et couvert par un petit toit aigu agrémenté d'une horloge. À l'intérieur, des meubles en bois de chêne vitrés dans le style du Second Empire accueillent une riche collection de livres, recueillie par une importante famille d'imprimeurs sur plusieurs générations[34].
- Lavoir de la Grande Vallée, rue du Parc

Il a la particularité de posséder deux bassins perpendiculaires, l'un  avec l'emplacement des lavandières couvert d'un toit en appentis, l'autre au ciel libre. Les bassins et les murs sont maçonnés en moellons.
- Un platane d'Orient situé dans le parc du domaine de la Bûcherie où il se reflète dans un petit plan d'eau, et vieux d'environ 400 ans, a été labelisé « Arbre remarquable de France », remis par l'association A.R.B.R.E.S en 2015[36]

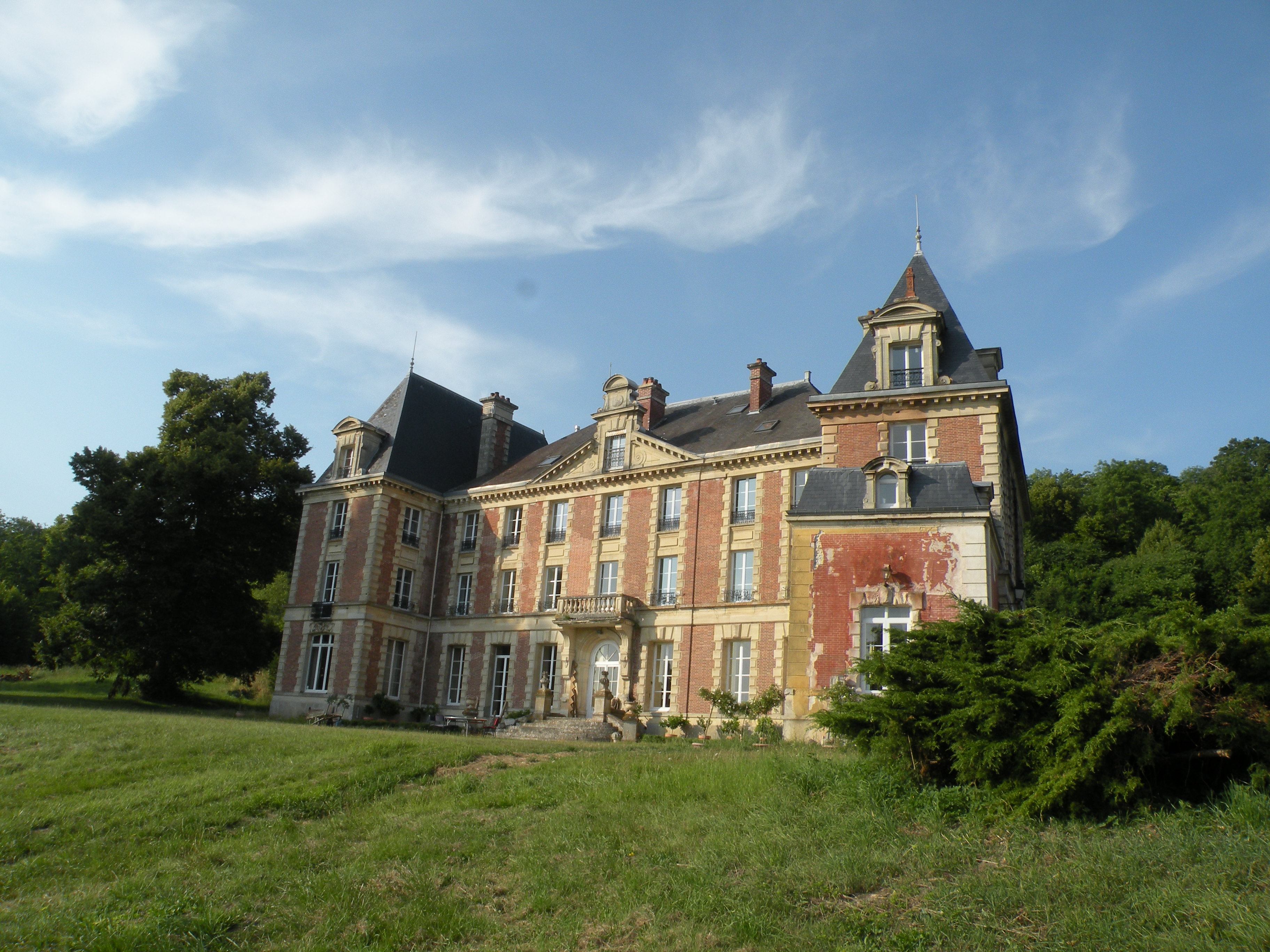
Le château de la Bucherie.
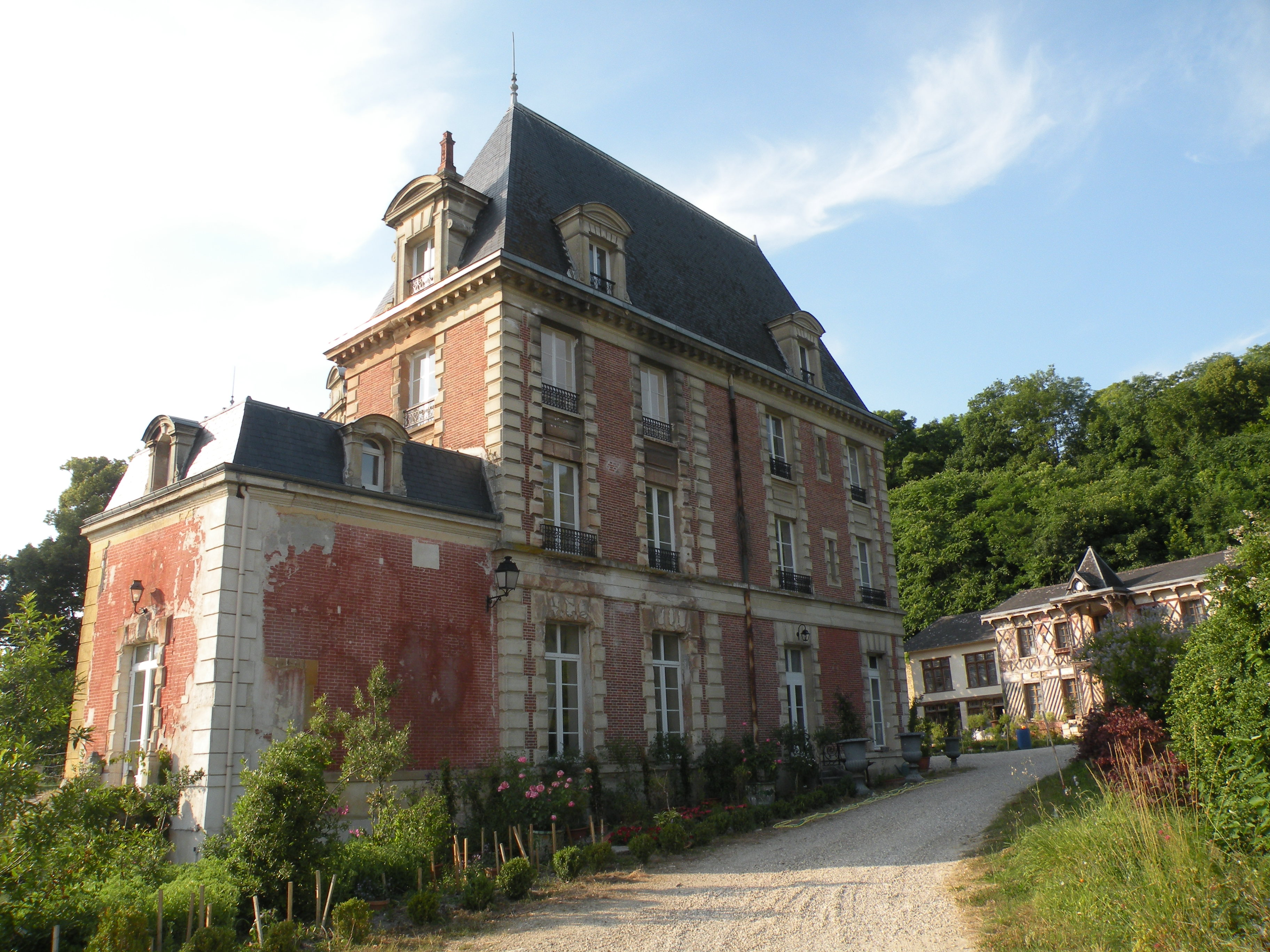
Vue d'un côté du château.
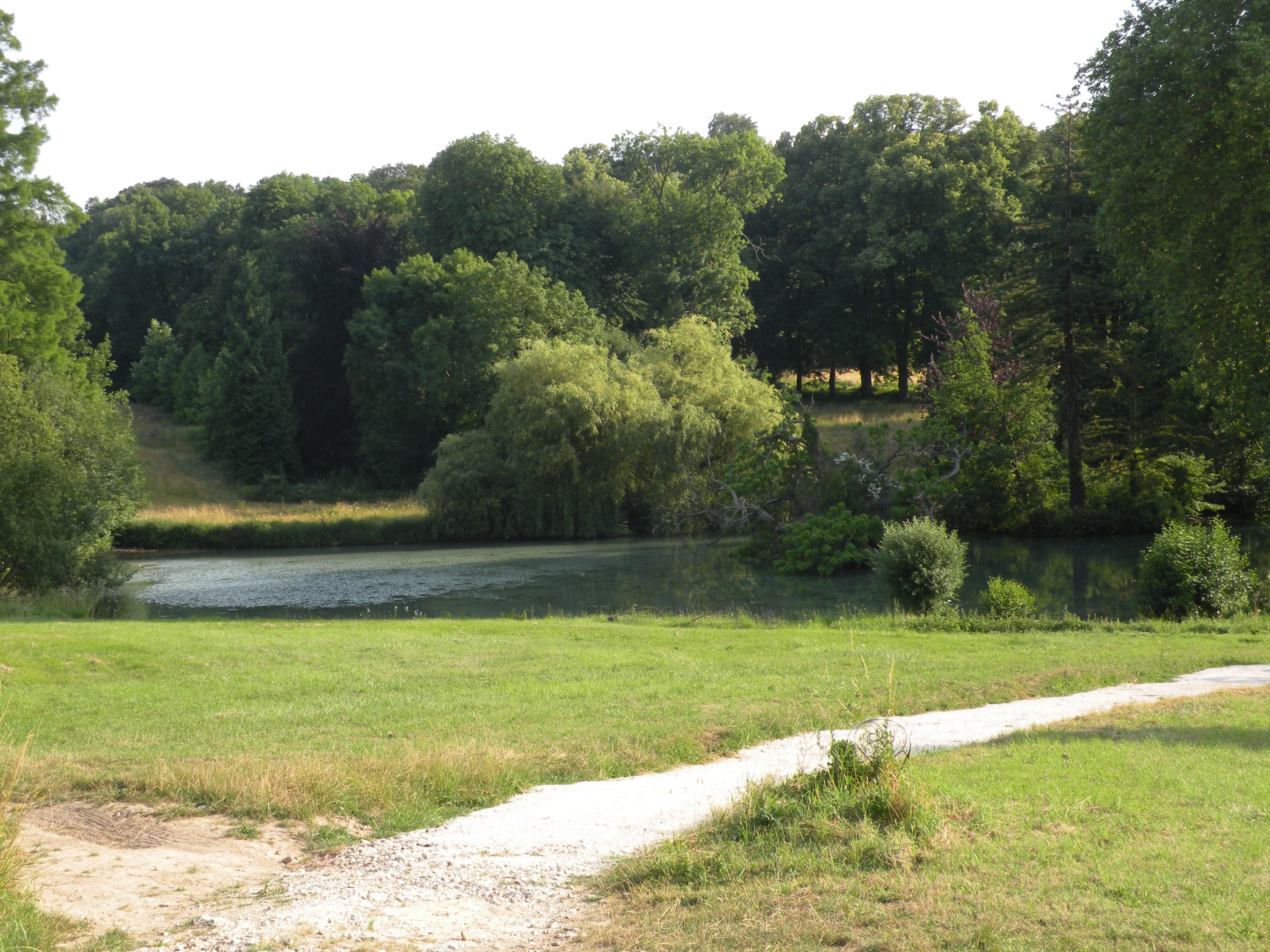
Parc du château.
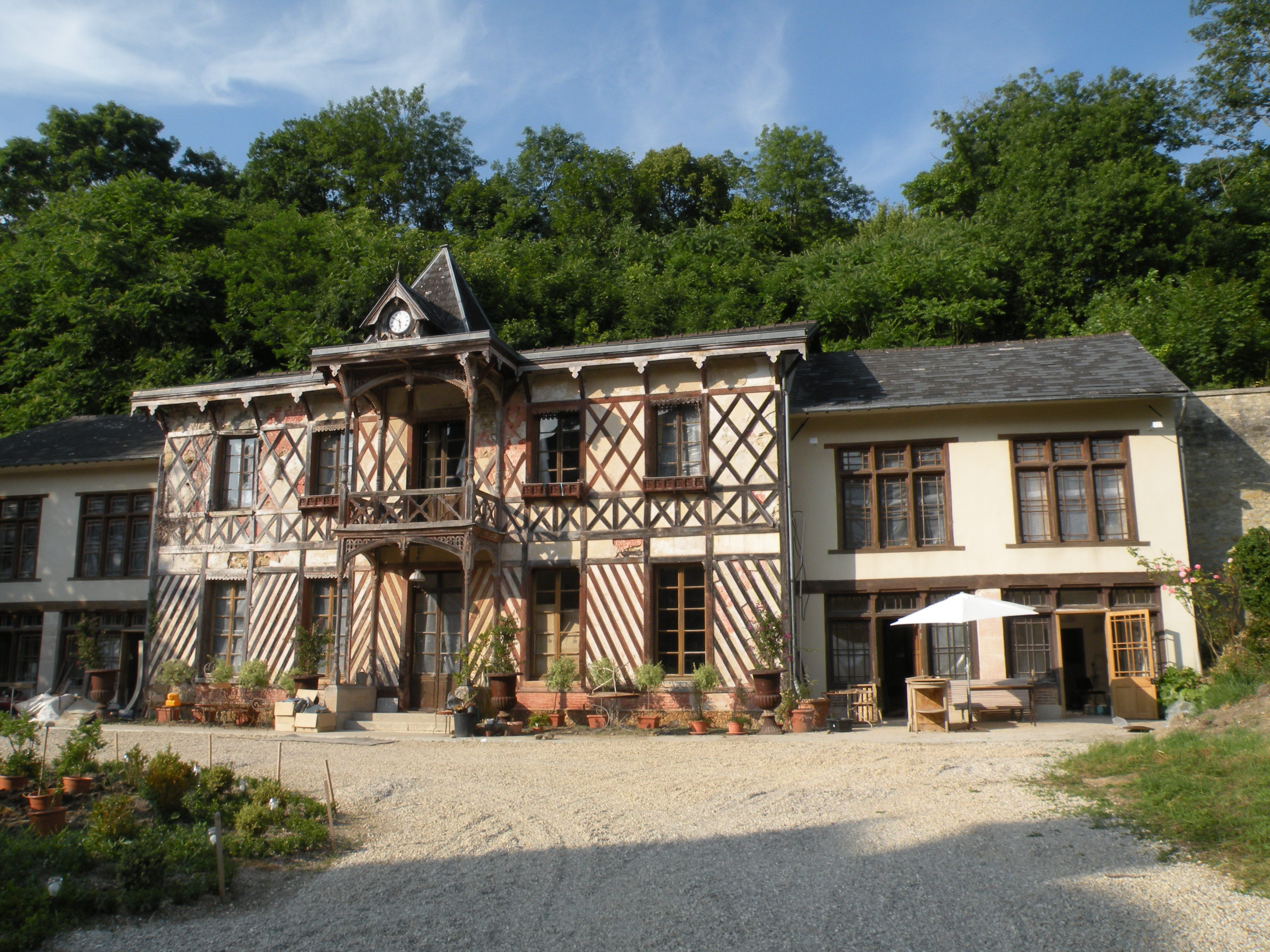
La bibliothèque du château.
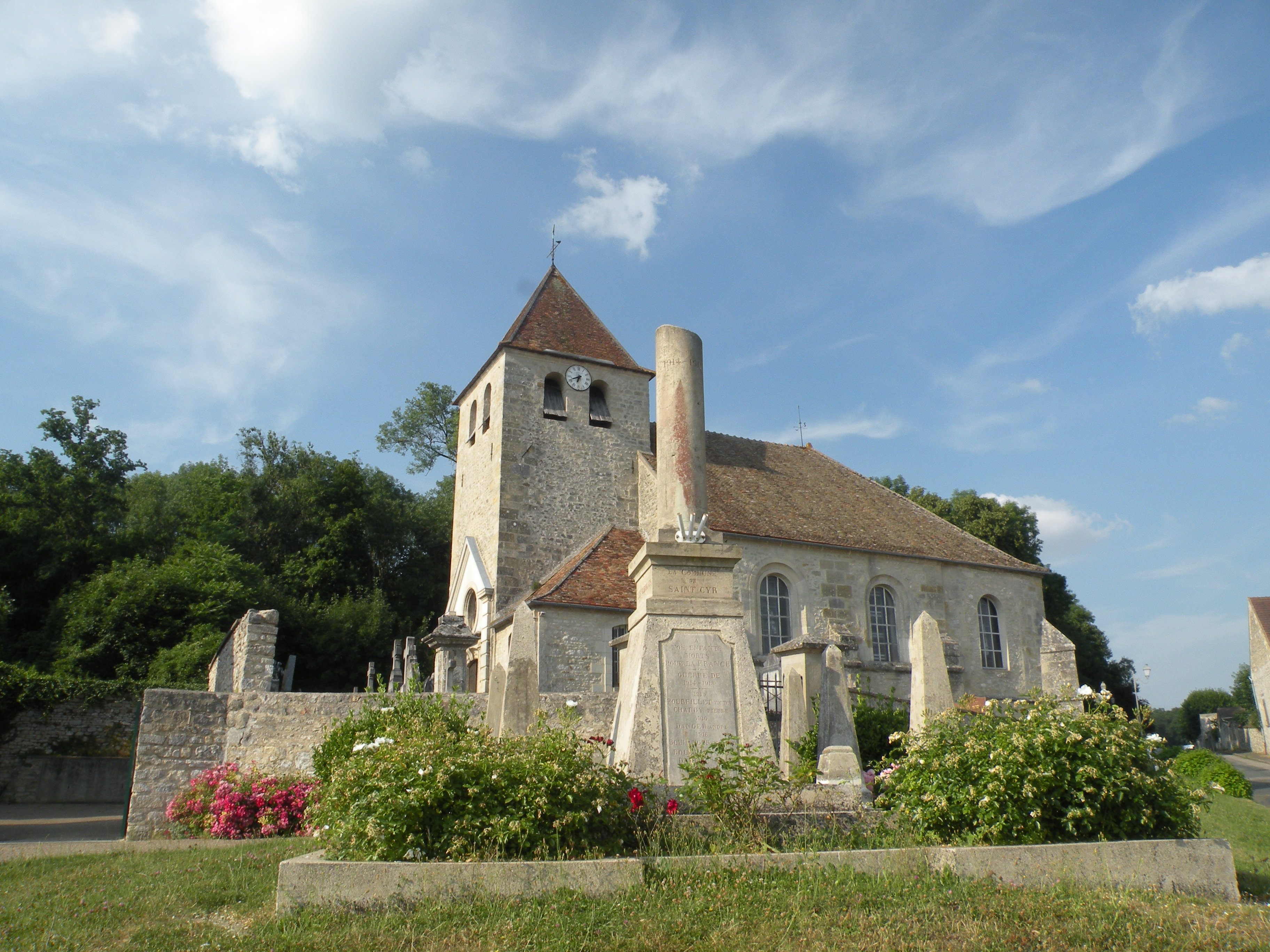
Monument aux morts.
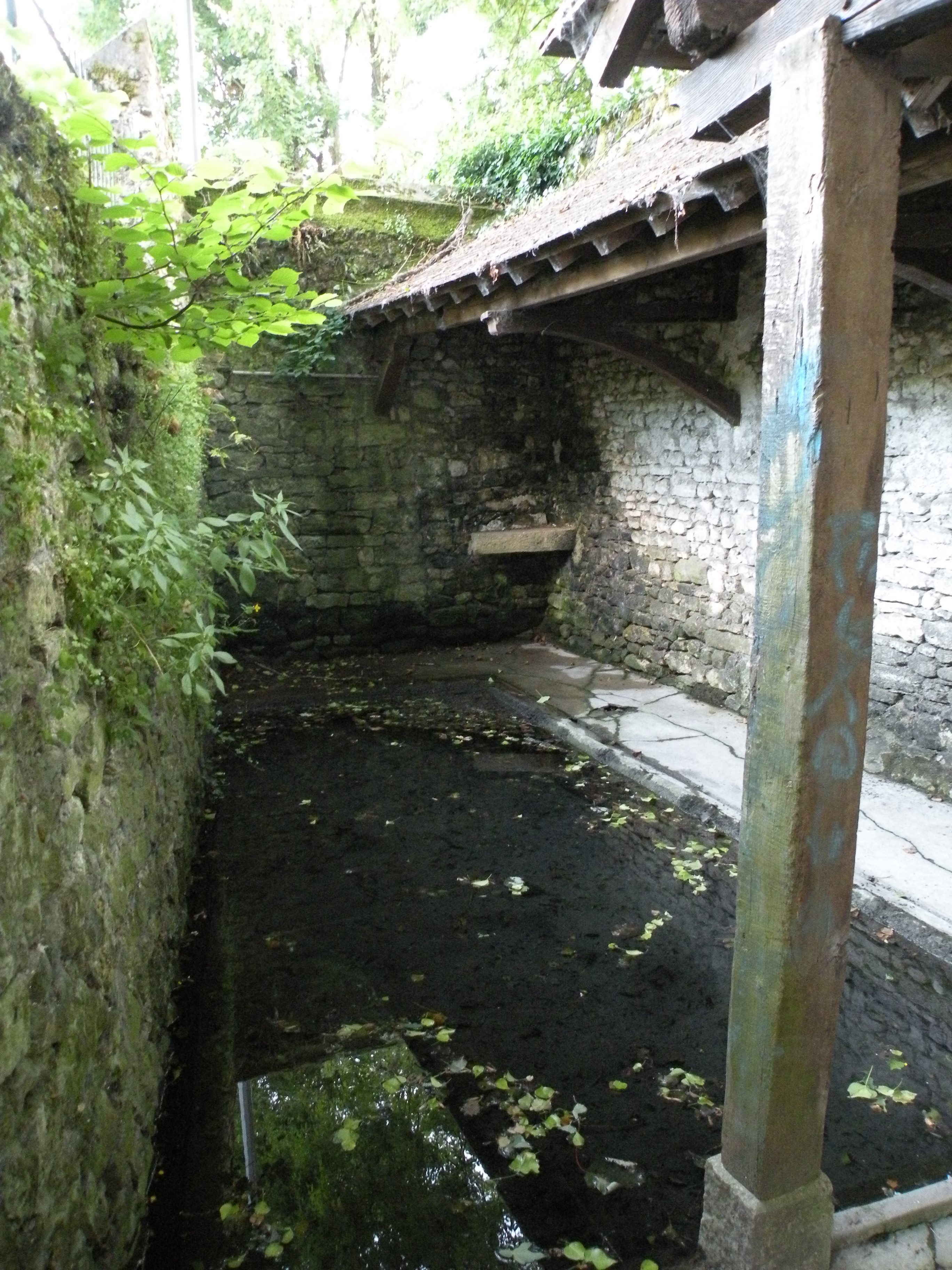
Lavoir, rue du Parc.
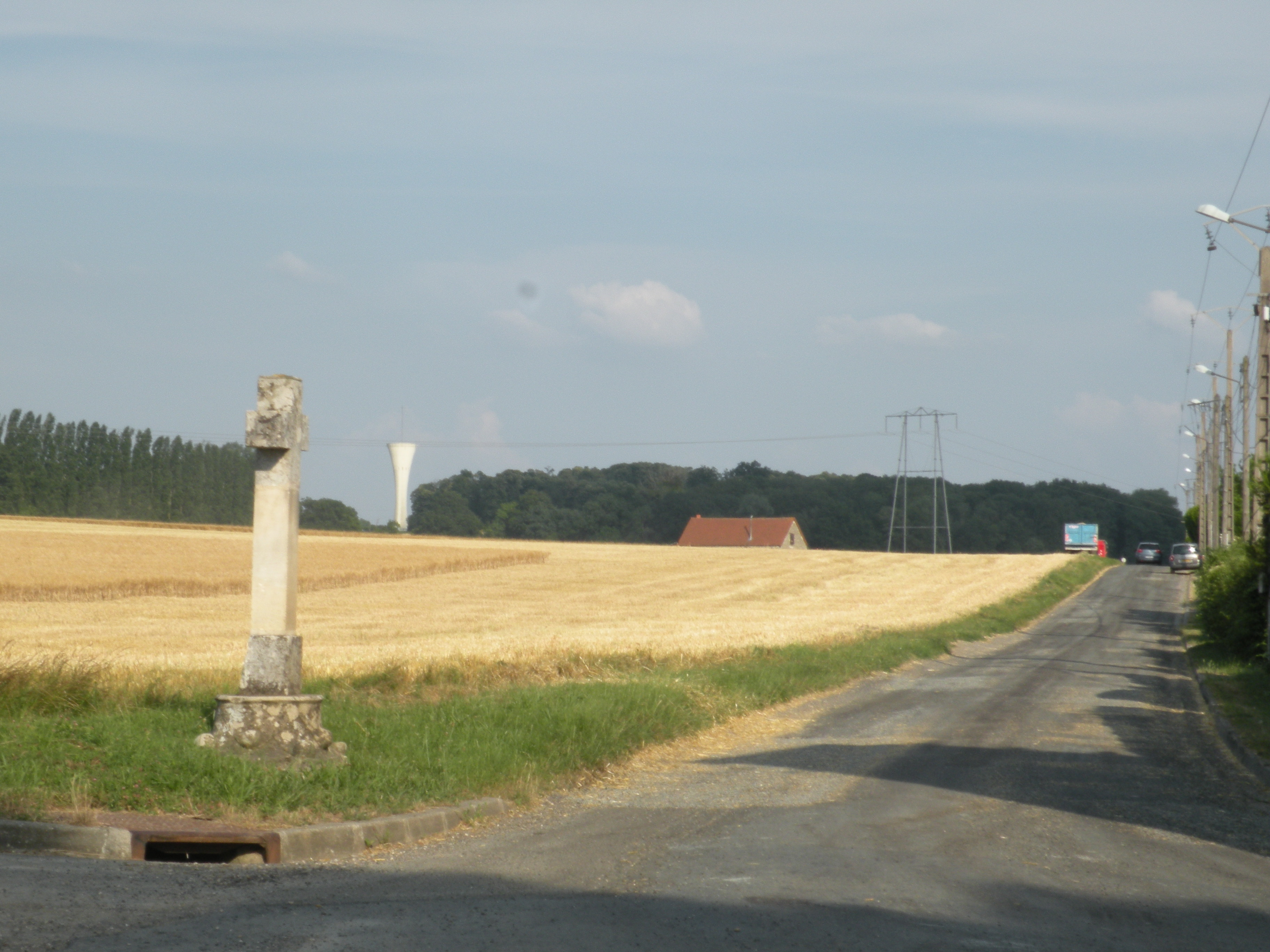
Calvaire.

### Personnalités liées à la commune
- Ambroise Firmin Didot (1790-1876), imprimeur, éditeur, helléniste et collectionneur d'art français, est propriétaire du château de la Bûcherie à partir de 1850 environ. On lui doit la reconstruction du château neuf.

- Jean-Paul Riopelle (1923-2002), artiste-peintre, graveur et sculpteur québécois renommé y avait un atelier dans les années 1970 et 80.